# Dubai World Central Golf City
Centro de Dubai World City Golf se encuentra en la esquina suroeste de Dubai World Central, Dubái, todo el desarrollo se extenderá sobre una superficie de 214.000.000 metros cuadrados, al concluir que contará con 18 hoyos, y al por menor, residencial y de oficinas.